# Gee Futuristic
Gee Futuristic (* 16. August 1985 in Sögel; bürgerlich Gerrit Wessendorf) ist ein deutscher Musikproduzent.
Gee Futuristic arbeitete u. a. mit Azad, Bushido, Kool Savas, Soprano, Matt Pokora und Rohff zusammen. Derzeit steht er bei den Musikunternehmen Warner Chappell Music Publishing (für Deutschland/Österreich) und EMI Music Publishing (International) unter Vertrag. Er bildet mit X-plosive das Produzententeam Mad Brains.

## Erfolge

### Deutschland
In Deutschland produzierte er die Songs Hunde, die bellen, beißen nicht, Bonnie und Clyde ft. Cassandra Steen, Es kommt, wie es kommt, Aprés Ski und Boomerang auf Bushidos Album Heavy Metal Payback, welches auf Platz 1 der deutschen Charts einstieg und Goldstatus erreichte. Zudem arbeitet er unter anderem mit deutschen Künstlern wie Azad, SSIO, Chakuza, Fler, K.I.Z oder Kool Savas. Im Jahr 2016 produziert er gemeinsam mit Brisk Fingaz das Album "Mitte des Blocks" des hannoverschen Rappers Sinan49.

### Frankreich
In Frankreich konnte er unter anderem mehrere Produktionen auf dem Album Le code de l'horreur vom französischen Rapper Rohff platzieren, welches Platinstatus erreichte.
Auf dem Nachfolgeralbum La Cuenta von Rohff ist er mit 6 Produktionen vertreten.
Er produzierte den Song Rap Inconscient auf dem Album Mes Repères des französischen Rappers La Fouine. "Mes Reperes" erhielt im Januar 2011 Platinstatus.
Für den französischen Künstler Soprano produzierte er die Single Speed auf dem Album La Colombe.
La Colombe erhielt mit über 100 000 verkauften Einheiten Platinstatus und stieg auf
Platz 1 der frz. Charts ein.
Zusammen mit X-plosive produzierte er die Single Le Mal de Toi auf dem Album Où Je Vais der Popsängerin Amel Bent.
Où Je Vais erreichte Platz 9 der französischen Charts und verkaufte sich bislang über 100 000 Mal und erhielt somit Platinstatus.
Das Album Mise À Jour von Matt Pokora wurde zum Großteil von ihm und seinem Produzententeam Mad Brains produziert und erreichte Platz 4 der französischen Charts und Goldstatus.

### USA
Er produzierte zusammen mit X-plosive den Song Keys under palm trees auf Nicki Minajs Mixtape Beam Me Up Scotty. Weitere US Künstler, bei denen GEE Futuristic teilweise einzelne Titel produzierte sind u. a. Jae Millz, Papoose, Francisco, Freeway oder Memphis Bleek.

## Produktionen
Die folgende Liste enthält eine Auswahl an Künstlern, für die Gee Futuristic Titel produziert hat:
| - Ali As - Alligatoah - Amel Bent - Azad - Bushido - Casus Belli - Casper - Chakuza - Crack Ignaz - Decino & Manuellsen - Fard - Farid Bang - Fler - Freeway (Rapper) | - Jae Millz - Jigzaw - Keny Arkana - K.I.Z - KC Rebell - Kollegah - Kool Savas - Later - LGoony - Matt Pokora - Memphis Bleek - Nazar - Nicki Minaj - Nessbeal | - Papoose - RAF Camora - Rohff - Seth Gueko - Silla - Sinan49 - SSIO - Snaga & Pillath - Soprano - Termanology - Trailerpark - Youssoupha |